# Động đất ngoài khơi Hoa Liên 2002
Động đất ngoài khơi Hoa Liên 2002 (tiếng Trung: 331大地震) là trận động đất xảy ra vào lúc 14:52 (NST), ngày 31 tháng 3 năm 2002. Trận động đất có cường độ 7,1 Mw, tâm chấn độ sâu khoảng 32,8 km. Sóng thần cao 20 cm được ghi nhận tại đảo Yonaguni, Nhật Bản. Hậu quả trận động đất đã làm 7 người chết, 300 người bị thương, 500 tòa nhà bị hư hại.